# Миронов, Кирилл Васильевич
Миронов, Кирилл Васильевич (1935—2006) — российский, советский архитектор и художник, член Союза художников (с 1974).

## Биография
Окончил МАРХИ в 1959 году. Учился у А. Н. Душкина, диплом у А. В. Власова. Работал в Якутске. С 1961 по 1973 гг. работал в 5-м проектном институте. Проектировал и осуществил ряд объектов общественного значения, в том числе:
- Для лагеря «Прибрежный» в Артеке,
- Дворец молодежи в Целинограде (премия Совета министров СССР),
- Дом молодежи в Донецке.

Автор живописных произведений преимущественно пастелью и акварелью. Как художник работал в Комбинате монументально-декоративного искусства. С 1980 по 1987 годы спроектировал и осуществил комплексное художественное оформление:
- Дворцов советской науки и культуры в Дели, Берлине, Праге.

1963 — первая персональная выставка графики в Институте теории и истории архитектуры (НИИТАГ). Персональные выставки живописи и графики в 1990, 2000, 2005 (Центр искусства на Беговой). Исследователь творчества Миронова И. А. Азизян отмечала, что последние произведения К. Миронова относятся к геометрической абстракции, берут начало в супрематизме К. Малевича и неопластицизме Пита Мондриана, обладают видимой связью с кинетическим искусством; серийность живописи Миронова протягивает линию связи с отцом серийности в музыке А. Шенбергом.